# Mariah Hombang
Mariah Hombang is een bestuurslaag in het regentschap Simalungun van de provincie Noord-Sumatra, Indonesië. Mariah Hombang telt 3168 inwoners (volkstelling 2010).